# Diagramme de forces
 (mai 2008).
En mécanique statique, et plus particulièrement celle du solide, le diagramme de forces est une méthode graphique pour déterminer l'intensité de forces agissant sur un système en équilibre. C'est une traduction graphique du Principe fondamental de la statique.
Il est appelé aussi « un dynamique des forces », ou  « un dynamique ».
Cette méthode, très rapide et précise quand elle est menée avec soin, ne peut s'appliquer que dans le cas des problèmes plans (à deux dimensions), c’est-à-dire aux cas de tous systèmes soumis à au plus trois forces, et à certains cas au-delà de trois forces. Il est fréquemment associé au polygone funiculaire.

## Rappel principe fondamental de la statique
L'article « mécanique statique » rappelle les conditions d'application du principe fondamental de la statique. Dans un problème, certaines actions mécaniques sont connues (il s'agit souvent de charges), et d'autres partiellement ou complètement inconnues : ce sont les inconnues du système dont la détermination doit pouvoir déboucher sur un dimensionnement adéquat du dispositif étudié.
Son énoncé fournit, dans le cadre de la statique du solide, deux équations vectorielles:
- la somme des forces est nulle : graphiquement cela se traduit par une chaîne vectorielle fermée, soit en réalité un polygone fermé dont tous les côtés sont orientés dans le même sens.
- la somme des moments des forces est nulle : les interprétations peuvent différées suivant les cas, mais elles se traduisent par des dispositions particulière des droites d'actions, ce qui permet d'en déterminer la direction.

## Limites d'emploi
Le polygone étant une figure plane, l'ensemble des vecteurs force doivent être coplanaires. Si ce n'est pas le cas, utiliser le plan perpendiculaire ou le recours à d'autres méthodes est nécessaire. Le recours à la résolution exclusivement graphique, ne fonctionne que dans le cas d'actions mécaniques modélisables par des glisseurs (glisseurs: actions mécaniques ne comportant pas de moment). Les actions de liaisons trop complexes ou les couples ne peuvent pas être pris en compte autrement que par un calcul.

## Cas académiques

### Système mécanique soumis à deux forces
Un solide soumis à deux forces — ou deux glisseurs en termes de torseurs — reste en équilibre si :
- les deux forces ont même intensité, même direction et mais sont de sens opposés ; cette relation vient de l'équation dite « de la résultante » issue du principe fondamental de la statique ;
- les deux glisseurs ont même axe central (les points d'applications des forces sont sur une droite colinéaire à la direction des forces) ; cette relation vient de l'équation dite « des moments » issue du même principe.

### Système mécanique soumis à trois forces
Un solide soumis à l'action de trois glisseurs (forces) reste en équilibre si et seulement si :
Si au moins deux des forces ne sont pas parallèles
- les axes centraux des trois glisseurs sont concourants en un même point ; cela traduit l'équation des moments issue du principe fondamental de la dynamique,
- les forces sont coplanaires, et forment un polygone (triangle) fermé ; cela traduit l'équation de la résultante.

En effet la somme nulle permet d'écrire une des trois forces en fonction des deux autres, ce qui impose l'appartenance à un même plan vectoriel.
Si deux forces sont parallèles
- les axes centraux sont tous parallèles et dans un même plan ;
- les intensités vérifient le principe du levier.

### Système mécanique soumis à au moins quatre forces
- Méthode de Culmann ;
- Méthode du dynamique et du funiculaire.